# Guijo de Santa Bárbara
Guijo de Santa Bárbara – gmina w Hiszpanii, w prowincji Cáceres, w Estramadurze, o powierzchni 34,54 km². W 2011 roku gmina liczyła 433 mieszkańców.